# Základní věta integrálního počtu
Základní věta integrálního počtu udává vztah mezi dvěma základními operacemi integrálního počtu: derivováním a integrováním.
První část věty, která je také někdy nazývána první základní větou integrálního počtu, ukazuje, že primitivní integrál je možné obrátit derivováním. První část je také důležitá, protože pro spojité funkce dokazuje existenci primitivního integrálu.
Druhá část, někdy nazývána druhou základní větou integrálního počtu, umožňuje vypočítat určitý integrál funkce pomocí libovolné z nekonečně mnoha primitivních funkcí. Tato část věty má nedocenitelné praktické využití, protože významně zjednodušuje výpočet určitých integrálů.
Základní větu diferenciálního počtu spolu s neúplným důkazem poprvé publikoval James Gregory (1638-1675). Isaac Barrow (1630-1677) poprvé dokázal úplnou a obecnou verzi věty, zatímco jeho student Isaac Newton (1643-1727) dovedl okolní matematickou teorii k dokonalosti. Gottfried Leibniz (1646-1716) systematizoval znalosti o diferenciálním počtu pro nekonečně malé hodnoty.

## Fyzikální odvození
Jednoduše řečeno věta tvrdí, že součet nekonečně malých změn proměnné v čase (popř. v jiné proměnné) přidává k celkové změně proměnné.
Pozice x částice pohybující se po přímce je daná jako x(t), kde t je čas a x(t) znamená, že x je funkcí t. Derivace této funkce je rovna nekonečně malé změně pozice (dx) dělené nekonečně malou změnou času (dt). Tato změna pozice v čase je rychlost v částice. V Leibnizově notaci:
{\displaystyle {\frac {dx}{dt}}=v(t).}
Po přeuspořádání rovnice:
{\displaystyle dx=v(t)\,dt.}
Podle postupu uvedeného výše je změna v x (neboli Δx) rovna součtu nekonečně malých změn dx a zároveň součtu nekonečného množství nekonečně malých násobků v(t) a času. Toto nekonečné sčítání je integrace, proto operace integrace umožňuje získání původní funkce z její derivace. Tato operace funguje i obráceně: výsledek integrování může být zderivován k získání původní funkce.
Toto odvození je zároveň řešením Zénónova paradoxu "Letící šíp stojí".

## Geometrické odvození

Obsah červeně vyšrafované plochy lze spočítat jako h krát ƒ(x). Byla-li by známa funkce A(x), bylo by možné obsah odhadnout jako A(x + h) − A(x). Tyto dvě hodnoty jsou obzvlášť pro malá h podobné.

Pro každou spojitou funkci y = ƒ(x), jejíž graf je zakreslen jako křivka, platí, že každá hodnota x má definovanou funkci A(x), která reprezentuje obsah plochy pod křivkou mezi 0 a x. Funkce A(x) přitom nemusí být známa.
Obsah plochy pod křivkou mezi x a x + h lze spočítat jako obsah plochy mezi 0 a x + h minus obsah plochy mezi 0 a x.
Existuje i jiný způsob odhadu plochy toho samého "odřezku". h lze vynásobit ƒ(x) k získání obsahu obdélníka s přibližně stejnou velikostí jako "odřezek". Tento odhad se samozřejmě zlepšuje se zmenšováním hodnot h.
A(x + h) − A(x) je tedy přibližně rovno ƒ(x)·h. Jinak řečeno, ƒ(x)·h ≈ A(x + h) − A(x), přičemž jak se h limitně blíží k nule, stává se z přibližné rovnosti rovnost.
Po vydělení obou stran rovnice h:
{\displaystyle f(x)\approx {\frac {A(x+h)-A(x)}{h}}.}
Jak se h blíží k nule, je vidět, že pravá strana rovnice je jednoduše derivací A’(x) funkce plochy A(x). Levá strana rovnice zůstává ƒ(x), protože neobsahuje žádné h.
Takto může být neformálně dokázáno, že ƒ(x) = A’(x), čili že derivace funkce k výpočtu plochy A(x) je původní funkce ƒ(x), neboli funkce k výpočtu plochy je primitivní funkcí k původní funkci.
Výpočet derivace funkce a "hledání obsahu plochy pod grafem" jsou "obrácené" operace. Toto je pointa základní věty integrálního počtu. Většina formálního důkazu věty je věnována existenci funkce A(x).

## Formální vyjádření
Základní věta integrálního počtu má dvě části. Volně řečeno se první část zabývá derivací primitivní funkce, zatímco druhá část probírá vztah mezi primitivními funkcemi a určitými integrály.

### První část
Tato část je někdy nazývána první základní větou integrálního počtu.
Nechť je ƒ spojitá funkce nad reálnými čísly definovaná na uzavřeném intervalu <a; b>. Nechť je F funkce definovaná pro všechna x v <a; b> rovnicí
{\displaystyle F(x)=\int _{a}^{x}f(t)\,dt\,.}
F je pak spojitá na <a, b>, v otevřeném intervalu (a; b) má derivaci a pro všechna x v (a; b) platí, že
{\displaystyle F'(x)=f(x)\,}.

### Důsledky
Základní věta se většinou používá k výpočtu spojitého integrálu funkce ƒ, pro kterou je známa primitivní funkce g. Je-li konkrétně ƒ spojitá funkce nad reálnými čísly v intervalu <a; b> a g je primitivní funkcí ƒ na <a; b>, pak
{\displaystyle \int _{a}^{b}f(x)\,dx=g(b)-g(a).}
Tento důsledek předpokládá spojitost na celém intervalu. Tento výsledek je posílen následující větou.

### Druhá část
Tato část je někdy označována jako druhá základní věta integrálního počtu nebo jako Newtonův-Leibnizův axiom.
Nechť je ƒ funkce s reálnými hodnotami definovaná na uzavřeném intervalu <a; b> s primitivní funkcí g na intervalu <a; b>, tedy ƒ a g jsou takové funkce, pro které pro každé x na <a; b> platí, že
{\displaystyle f(x)=g'(x).\ }
Je-li možné v intervalu <a; b> určit integrál ƒ, pak
{\displaystyle \int _{a}^{b}f(x)\,dx\,=g(b)-g(a).}
Povšimněte si, že druhá část je silnější než důsledek první části, protože nepředpokládá, že ƒ je spojitá.
Platí také, že když existuje primitivní funkce g, pak existuje nekonečné množství primitivních funkcí k funkci ƒ. Tyto funkce lze získat přičtením libovolné konstanty C k g. Podle první část věty také primitivní funkce k ƒ pokaždé existují, je-li ƒ spojitá.

## Důkaz první části
Pro danou f(t) definujme F(x) jako
{\displaystyle F(x)=\int _{a}^{x}f(t)\,dt\,.}
Pro libovolná dvě čísla x1 and x1 + Δx v <a; b> platí
{\displaystyle F(x_{1})=\int _{a}^{x_{1}}f(t)\,dt}
a
{\displaystyle F(x_{1}+\Delta x)=\int _{a}^{x_{1}+\Delta x}f(t)\,dt\,.}
Odečtení těchto rovnic dává:
{\displaystyle F(x_{1}+\Delta x)-F(x_{1})=\int _{a}^{x_{1}+\Delta x}f(t)\,dt-\int _{a}^{x_{1}}f(t)\,dt.\qquad (1)}
Dá se ukázat, že
{\displaystyle \int _{a}^{x_{1}}f(t)\,dt+\int _{x_{1}}^{x_{1}+\Delta x}f(t)\,dt=\int _{a}^{x_{1}+\Delta x}f(t)\,dt.}
Úpravami této rovnice lze získat
{\displaystyle \int _{a}^{x_{1}+\Delta x}f(t)\,dt-\int _{a}^{x_{1}}f(t)\,dt=\int _{x_{1}}^{x_{1}+\Delta x}f(t)\,dt.}
Po substituci do (1):
{\displaystyle F(x_{1}+\Delta x)-F(x_{1})=\int _{x_{1}}^{x_{1}+\Delta x}f(t)\,dt.\qquad (2)}
Podle věty o střední hodnotě integrálního počtu existuje c v intervalu <x1; x1 + Δx> takové, že
{\displaystyle \int _{x_{1}}^{x_{1}+\Delta x}f(t)\,dt=f(c)\Delta x\,.}
Po substituci do (2):
{\displaystyle F(x_{1}+\Delta x)-F(x_{1})=f(c)\Delta x\,.}
Po vydělení obou stran Δx:
{\displaystyle {\frac {F(x_{1}+\Delta x)-F(x_{1})}{\Delta x}}=f(c).}
Povšimněte si, že výraz na levé straně rovnice je Newtonův diferenční kvocient pro F v bodě x1.
Nyní položme Δx limitně se blížící k 0.
{\displaystyle \lim _{\Delta x\to 0}{\frac {F(x_{1}+\Delta x)-F(x_{1})}{\Delta x}}=\lim _{\Delta x\to 0}f(c).}
Výraz na levé straně rovnice je definice derivace F v bodě x1.
{\displaystyle F'(x_{1})=\lim _{\Delta x\to 0}f(c).\qquad (3)}
K nalezení další limity použijeme větu o sevřené funkci. c se nachází v intervalu <x1; x1 + Δx>, tedy x1 ≤ c ≤ x1 + Δx.
Také {\displaystyle \lim _{\Delta x\to 0}x_{1}=x_{1}} a {\displaystyle \lim _{\Delta x\to 0}x_{1}+\Delta x=x_{1}\,.}
Proto podle věty o sevřené funkci:
{\displaystyle \lim _{\Delta x\to 0}c=x_{1}\,.}
Po substituci do (3):
{\displaystyle F'(x_{1})=\lim _{c\to x_{1}}f(c)\,.}
Funkce f je v c spojitá, proto může být limita nahrazena funkční hodnotou. Tím získáváme
{\displaystyle F'(x_{1})=f(x_{1})\,.}, což dokončuje důkaz.
(Leithold et al, 1996)

## Důkaz důsledků
Nechť {\displaystyle F(x)=\int _{a}^{x}f(t)\,dt,}, kde ƒ je spojitá na <a; b>. Je-li g primitivní funkcí ƒ, pak g i F mají podle první části věty shodnou derivaci. Podle věty o střední hodnotě integrálního počtu existuje c takové, že {{{1}}} pro všechna x v <a; b>. Pro {{{1}}} platí, že
{\displaystyle F(a)=\int _{a}^{a}f(t)\,dt=0=g(a)+c\,,}
což znamená, že c = − g(a), tedy F(x) = g(x) − g(a), proto
{\displaystyle \int _{a}^{b}f(x)\,dx=g(b)-g(a).}

## Důkaz druhé části
Existuje důkaz pomocí Riemannova integrálu.
Nechť je ƒ (Riemannovsky) integrovatelná na intervalu <a; b> a nechť má ƒ primitivní funkci F na intervalu <a; b>. Začněme s množstvím F(b) − F(a). Něchť jsou čísla x1, ..., xn daná tak, že
{\displaystyle a=x_{0}<x_{1}<x_{2}<\ldots <x_{n-1}<x_{n}=b\,.}
Dále:
{\displaystyle F(b)-F(a)=F(x_{n})-F(x_{0})\,.}
Nyní sečteme každé F(xi) s jeho opačným číslem:
{\displaystyle {\begin{matrix}F(b)-F(a)&=&F(x_{n})\,+\,[-F(x_{n-1})\,+\,F(x_{n-1})]\,+\,\ldots \,+\,[-F(x_{1})+F(x_{1})]\,-\,F(x_{0})\,\\&=&[F(x_{n})\,-\,F(x_{n-1})]\,+\,[F(x_{n-1})\,+\,\ldots \,-\,F(x_{1})]\,+\,[F(x_{1})\,-\,F(x_{0})]\,.\end{matrix}}}
Výše uvedené lze zapsat jako následující sumu:
{\displaystyle F(b)-F(a)=\sum _{i=1}^{n}\,[F(x_{i})-F(x_{i-1})]\,.\qquad (1)}
Dále použijeme větu o střední hodnotě integračního počtu. Krátce řečeno:
Nechť je F spojitá na uzavřeném intervalu <a; b> a nechť má derivaci na otevřeném intervalu (a; b). Pak existuje c na intervalu (a; b) takové, že
{\displaystyle F'(c)={\frac {F(b)-F(a)}{b-a}}\,.}
Proto:
{\displaystyle F'(c)(b-a)=F(b)-F(a).\,}
Funkce F má na intervalu (a; b) derivaci, proto je také derivovatelná a spojitá na každém intervalu [xi −1, xi ]. Podle výše uvedené věty o střední hodnotě integračního počtu:
{\displaystyle F(x_{i})-F(x_{i-1})=F'(c_{i})(x_{i}-x_{i-1})\,.}
Po substituci do (1):
{\displaystyle F(b)-F(a)=\sum _{i=1}^{n}\,[F'(c_{i})(x_{i}-x_{i-1})]\,.}
Náš předpoklad znamená, že {\displaystyle F'(c_{i})=f(c_{i})}. Dále {\displaystyle x_{i}-x_{i-1}} může být také vyjádřeno jako {\displaystyle \Delta x} podle {\displaystyle i}.
{\displaystyle F(b)-F(a)=\sum _{i=1}^{n}\,[f(c_{i})(\Delta x_{i})]\,.\qquad (2)}

Konvergující posloupnosti Riemannových součtů. Čísla vpravo nahoře udávají součet ploch šedých obdélníků. Konvergují k integrálu funkce.

Povšimněte si, že popisujeme plochu obdélníku násobkem šířky a délky a že tyto plochy sčítáme. Podle věty o střední hodnotě každý obdélník popisuje zjednodušení části křivky, kterou protíná. {\displaystyle \Delta x_{i}} také nemusí být pro všechny hodnoty i stejné, respektive šířka jednotlivých obdélníků může být odlišná. Potřebujeme modelovat křivku pomocí n obdélníků. Jak se zmenšují velikosti výsečí a n se zvyšuje a plochu pod křivkou pokrývá více a více obdélníků, získáváme přesnější a přesnější odhad plochy pod křivkou.
Určením limity výrazu, jak se velikost jednotlivých výsečí blíží k nule a počet výsečí roste k nekonečnu, získáváme Riemannův integrál. Víme, že tato limita existuje, protože ƒ byla definována jako integrovatelná.
Vezmeme si tedy limitu obou stran (2), čímž získáme
{\displaystyle \lim _{\|\Delta \|\to 0}(F(b)-F(a))=\lim _{\|\Delta \|\to 0}\sum _{i=1}^{n}\,[f(c_{i})(\Delta x_{i})]\,.}
Ani F(b), ani F(a) nezávisí na ||Δ||, takže limita levé strany zůstává F(b) - F(a).
{\displaystyle F(b)-F(a)=\lim _{\|\Delta \|\to 0}\sum _{i=1}^{n}\,[f(c_{i})(\Delta x_{i})]\,.}
Výraz na pravé straně rovnice definuje integrál ƒ od a do b. Získáváme
{\displaystyle F(b)-F(a)=\int _{a}^{b}f(x)\,dx\,,}
což dokončuje důkaz.
Skoro vypadá, jako by první část věty přímo vycházela ze druhé, protože rovnice {\displaystyle g(x)-g(a)=\int _{a}^{x}f(t)\,dt,}, kde g je primitivní funkce ƒ, ukazuje, že {\displaystyle F(x)=\int _{a}^{x}f(t)\,dt\,} má stejnou derivaci jako g, a tedy {{{1}}}. Tento argument pouze funguje, pokud již víme, že ƒ má primitivní funkci, a to, že všechny spojité funkce mají primitivní funkce víme pouze z první části Základní věty..
Pokud například ƒ(x) = e−x2, pak ƒ má primitivní funkci, například
{\displaystyle g(x)=\int _{0}^{x}f(t)\,dt\,}
a pro tuto funkci neexistuje jednodušší vyjádření. Je proto důležité neinterpretovat druhou část věty jako definici integrálu. Existuje mnoho funkcí, které jsou integrovatelné, avšak nemají primitivní funkce zapsatelné jako elementární funkce. I obráceně existují funkce, které mají primitivní funkce, co nejsou Riemannovsky integrovatelné (např. Volterrova funkce).

## Příklady
Jako příklad si uveďme výpočet
{\displaystyle \int _{2}^{5}x^{2}\,dx.}
Zde se {\displaystyle f(x)=x^{2}} a můžeme jako primitivní funkci použít {\displaystyle F(x)={x^{3} \over 3}}. Proto:
{\displaystyle \int _{2}^{5}x^{2}\,dx=F(5)-F(2)={125 \over 3}-{8 \over 3}={117 \over 3}=39.}
Nebo vypočítejme obecnější příklad
{\displaystyle {d \over dx}\int _{0}^{x}t^{3}\,dt}
Platí, že {\displaystyle f(t)=t^{3}} a {\displaystyle F(t)={t^{4} \over 4}} může být použita jako primitivní funkce. Proto:
{\displaystyle {d \over dx}\int _{0}^{x}t^{3}\,dt={d \over dx}F(x)-{d \over dx}F(0)={d \over dx}{x^{4} \over 4}=x^{3}.}
Nebo také:
{\displaystyle {d \over dx}\int _{0}^{x}t^{3}\,dt=f(x){dx \over dx}-f(0){d0 \over dx}=x^{3}.}

## Zobecnění
Není třeba předpokládat spojitost ƒ na celém intervalu. První část věty pak tvrdí, že je-li ƒ libovolná lebesgueovsky integrovatelná funkce v intervalu <a; b> a x0 je z <a; b> takové, že ƒ je v x0 spojitá, pak
{\displaystyle F(x)=\int _{a}^{x}f(t)\,dt}
je derivovatelná pro x = x0, kde F'(x0) = ƒ(x0). Můžeme dále uvolňovat podmínky kladené na ƒ a předpokládat, že je pouze lokálně integrovatelná. V tomto případě můžeme můžeme říct, že F je téměř všude derivovatelná a téměř všude platí, že F'(x) = ƒ(x). Na reálné ose je tato věta shodná s Lebesgueovou větou. Tyto výsledky zůstávají pravdivé pro Henstock-Kurzweilův integrál, který umožňuje větší množinu integrovatelných funkcí .
V dalších rozměrech Lebesgueova věta zobecňuje Základní větu integračního počtu tvrzením, že pro téměř každé x průměrná hodnota ƒ v oblasti s poloměrem r se středem v x se bude blížit k ƒ(x) jak se r blíží k 0.
Druhá část věty je pravdivá pro libovolnou Lebesgueovsky integrovatelnou funkci ƒ, která má primitivní funkci F (což neplatí pro všechny integrovatelné funkce). Jinak řečeno, pokud má reálná funkce F na intervalu <a; b> derivaci ƒ(x) v každém bodě x na <a; b> a pokud tato derivace ƒ je na <a; b> Lebesgueovsky integrovatelná, pak
{\displaystyle F(b)-F(a)=\int _{a}^{b}f(t)\,\mathrm {d} t.}
Tento výsledek nemusí být pravdivý pro spojité funkce F s derivací ƒ(x) v téměř každém x. Příkladem takové funkce je Cantorova funkce. Výsledek je však pravdivý pro naprosto spojité F: v takovém případě má derivaci ƒ(x) v téměř každém x a F(b) − F(a) je rovno integrálu ƒ na <a; b>.
Podmínky této věty mohou opět být uvolněny, pokud se jako použité integrály vezmou Henstock-Kurzweilovy integrály, konkrétně pokud má spojitá funkce F(x) derivaci ƒ(x) ve všech kromě spočetného množství bodů, pak je ƒ(x) Henstock-Kurzweilovsky integrovatelná a F(b) − F(a) je rovno integrálu ƒ na <a; b>. Rozdílem je, že není třeba předpokládat integrovatelnost ƒ. 
Verze Taylorovy věty, která vyjadřuje chybu jako integrál, může být brána jako zobecnění základní věty integrálního počtu.
Existuje i verze věty pro komplexní čísla: předpokládejme, že U je otevřená množina v C a ƒ : U → C je funkce, která má holomorfní primitivní funkci F na U. Potom pro každou křivku γ : <a; b> → U může být integrál křivky spočítán jako:
{\displaystyle \int _{\gamma }f(z)\,dz=F(\gamma (b))-F(\gamma (a))\,.}
Základní věta může být zobecněna na křivkové a plochové integrály ve vyšších rozměrech a na varietách. Jedno takové zobecnění (časovou evoluci integrálů) poskytuje diferenciální počet pohybujících se ploch.